# Sauveterre-de-Béarn
Sauveterre-de-Béarn település Franciaországban, Pyrénées-Atlantiques megyében. Lakosainak száma 1361 fő (2022. január 1.). Sauveterre-de-Béarn Andrein, Athos-Aspis, Autevielle-Saint-Martin-Bideren, Barraute-Camu, Burgaronne, Guinarthe-Parenties, Oraàs, Saint-Gladie-Arrive-Munein és Salies-de-Béarn községekkel határos.

## Népesség
A település népessége az elmúlt években az alábbi módon változott:
| Lakosok száma | 1424 | 1412 | 1499 | 1375 | 1362 | 1370 | 1369 | 1365 | 1361 |
|               | 2013 | 2015 | 2016 | 2017 | 2018 | 2019 | 2020 | 2021 | 2022 |